# شهاب الدين الخفاجي
شهاب الدين أحمد بن محمد الخفاجي المصري أحد شعراء العصر العثماني وصاحب التصانيف في الأدب واللغة، وقاضي مصر في عهد السلطان مراد العثماني. ولد عام 1569م في أحد قرى القاهرة.

## نشأته
ولد شهاب الدين في قرية سرياقوس بالقاهرة، وكان والده أحد العلماء الكبار في عصره فأخذ منه علوم الإنشاء والكتابة، ثم بدأ رحلاته العلمية من الحجاز وتلقى العلوم من علماء مكة، وحفظ بعضا من الأشعار المتناقلة هناك، ثم سافر إلى القسطنطية ودمشق وبلاد الروم لأخذ الدروس من علمائها.

## مؤلفاته[4]
- ريحانة الألبا
- شفاء العليل فيما في كلام العرب من الدخيل
- شرح درة الغواص في أوهام الخواص للحريري
- طراز المجالس
- نسيم الرياض في شرح شفاء القاضي عياض
- خبايا الزوايا بما في الرجال من البقايا
- ريحانة الندمان
- عناية القاضي وكفاية الراضي